# AS Rocar Bukarest
AS Rocar Bukarest war ein rumänischer Fußballverein aus Bukarest. Er spielte von 1999 bis 2001 in der höchsten rumänischen Fußballliga und stand im Pokalfinale 2001.

## Geschichte
Rocar Bukarest wurde im Jahr 1953 als Sportverein des rumänischen Nutzfahrzeugherstellers Autobuzul (später Rocar) unter dem Namen Autobuzul Bukarest gegründet. Er spielte zunächst in regionalen Liga, ehe ihm im Jahr 1968 erstmals der Aufstieg in den überregionalen Spielbetrieb der Divizia C gelang. Schon zwei Jahre später konnte Autobuzul seine Staffel gewinnen, konnte sich aber in der Aufstiegsrunde nicht gegen Șantierul Naval Oltenița und CFR Pașcani durchsetzen.
Nach einer Platzierung im Mittelfeld und einem vergeblichen Anlauf gelang Autobuzul im Jahr 1973 erstmals der Aufstieg in die Divizia B. In derselben Spielzeit konnte sich der Klub erstmals für die Hauptrunde im rumänischen Pokal qualifizieren, schied dort aber gegen UTA Arad aus. Nach dem Aufstieg gelangen zwei Platzierungen im Mittelfeld, ehe der Verein nach drei Jahren wieder in die Divizia C absteigen musste.
Schon ein Jahr später, im Jahr 1977, gelang der Wiederaufstieg. In den folgenden Jahren konnte sich Autobuzul in der Divizia B etablieren und platzierte sich stets im Mittelfeld seiner Staffel. Nach dem erneuten Abstieg im Jahr 1985 schaffte er bereits ein Jahr später die Rückkehr. Diesmal folgte von Anfang an ein Kampf um den Klassenerhalt, der zum erneuten Abstieg 1988, aber wiederum zum direkten Wiederaufstieg führte. Bis auf eine Ausnahme in der Saison 1991/92, als ein dritter Platz erreicht wurde, spielte Autobuzul im unteren Mittelfeld mit.
Nach der Umbenennung von Autobuzul in Rocar im Jahr 1993 änderte auch der Verein seinen Namen und nannte sich fortan AS Rocar Bukarest. Auch in den folgenden Jahren platzierte sich Rocar stets im Mittelfeld der Divizia B, ehe ihm in der Saison 1998/99 der Sprung auf den zweiten Platz und der damit verbundene Aufstieg in die höchste rumänische Fußballliga, die Divizia A (heute Liga 1), gelang. Nach dem Klassenerhalt im ersten Jahr ging der Verein eine Kooperation mit den Zweitligisten Fulgerul Bragadiru ein. Nachdem Fulgerul zunächst die Lizenz von Rocar kaufen wollte (was vom rumänischen Fußballverband untersagt wurde), fusionierten beide Klubs unter dem Namen Rocar Fulgerul.
Schon am Ende der Saison 2000/01 musste der Verein aufgrund des verlorenen direkten Vergleichs gegenüber FCM Bacău in die Divizia B absteigen. Zuvor gelang dem Klub mit dem Erreichen des Pokalfinals der größte Erfolg seiner Geschichte, zog dort aber gegen Dinamo Bukarest den Kürzeren.
Nach dem Abstieg wurde die Fusion mit Fulgerul Bragadiru wieder gelöst und beide Klubs spielten in der Divizia B weiter (aufgrund der zuvor erreichten Qualifikationen, da die zweite Mannschaft in der Divizia B gespielt hatte). Dabei trat Fulgerul unter dem neuen Namen AEK Bukarest an, das später als Politehnica AEK nach Timișoara übersiedelte. Rocar selbst zog sich zur Mitte der Saison nach der Auflösung des Unternehmens Rocar vom Spielbetrieb zurück.
Nach einer Pause von drei Jahren unternahm der Klub im Jahr 2005 einen erneuten Anlauf unter dem neuen Namen AFC Rocar ANEFS Bukarest als Fußballverein der Nationalen Akademie für Leibeserziehung und Sport (Academia Națională de Educație Fizică și Sport; ANEFS). Im Jahr 2006 gelang die Rückkehr in die Divizia C. Dieser gehörte er drei Jahre an, ehe er sich im Jahr 2009 erneut vom Spielbetrieb zurückzog und auflöste.

## Erfolge
- Rumänischer Pokalfinalist: 2001
- Aufstieg in die Divizia A: 1999
- Aufstieg in die Divizia B: 1973, 1977, 1986, 1989

## Bekannte Spieler
- Dan Alexa (1999–2001)
- Dănuț Coman (1999)
- Victoraș Iacob (1999–2001)
- Alexandru Ioniță (2008)
- Daniel Prodan (2000–2001)
- Ionuț Rada (2001)
- Necula Răducanu (1981)
- Romeo Stancu (1998–2000)
- Iulian Tameș (1998)
- Gheorghe Tătaru (1981–1982)
- Daniel Tudor (1998–2000)

## Trainer
- Dumitru Dumitriu (1982–1984, 2000–2001)
- Mihai Stoichiță (1992–1993)
- Aurel Țicleanu (1997)
- Ion Dumitru (1998)
- Marius Șumudică (2006–2007)
- Adrian Matei